# Rodolfo Baglioni
Pour les articles homonymes, voir Baglioni.
Rodolfo Baglioni  (ou Ridolfo Baglioni ou Rodolfo II Baglioni ) (né en juin 1512 à Pérouse et mort en mars 1554) est un condottiere italien de la Renaissance appartenant à la puissante famille Baglioni, dernier seigneur de Pérouse, comte de Spello et de Bettona.

## Biographie
Rodolfo est le fils de Malatesta IV Baglioni, seigneur de Pérouse et comte de Spello et Bettona, et de Monaldesca Monaldeschi qui sera régente pour son fils de treize ans. Il épouse Costanza, fille de Vitello Vitelli, de la famille Vitelli de Città di Castello, comte de Montone (1519-1528), et d'Angela de' Rossi. 
Quelques années après la mort de son cousin Gian Paolo Baglioni, il recouvre la souveraine autorité dans Pérouse (en 1534 et 1540). 
Il sert comme capitaine général du Saint-Empire romain germanique pendant la Neuvième guerre d'Italie de 1542. Lors de la Bataille de Cérisoles, il commande la cavalerie légère florentine. Il participe également à la bataille de Marciano dans les rangs de l'armée florentino-impériale contre Sienne. 
Il affronte de nouveau le pouvoir papal en chassant le légat pontifical et est défait par les milices papales conduites par Pierre-Louis Farnèse. Envoyé par Cosme Ier de Toscane pour soutenir Pérouse dans sa résistance au siège papal, il livre la ville au pape Paul III, trahissant les espoirs de liberté des Pérugins. Le 3 juin 1540, au couvent de Monteluce, il signe le traité de reddition qui permet au pape Paul III de prendre possession de Pérouse et de la saccager (plus de quatre-vingts tours sont démolies, toutes des familles nobles). Les mercenaires suisses, très fidèles au pape, occupent la ville. La Rocca Paolina est construite pour marquer la domination ecclésiastique, érigée sur les ruines des maisons de la famille Baglioni.
Privé de ses privilèges et de ses soldats, Rodolfo doit abandonner la ville, mettant fin à la seigneurie pérugine.
Il meurt à Chiusi, à l'âge de 36 ans, pendant la guerre de Sienne. Son jeune fils Giampaolo II lui succède dans le comté de Spello et Bettona, après quelques années de soumission à l'Église. Il est enterré dans la crypte familiale à l'intérieur de la basilique San Domenico de Pérouse.